# Børsgade
Børsgade er en gade på Slotsholmen i Indre By i København, der forbinder Christiansborg Slotsplads med Knippelsbro. Gaden blev oprindeligt anlagt som en dæmning, der forbandt Slotsholmen med den første Knippelsbro, der blev opført i 1618-1620 som en forbindelse til den nye bydel Christianshavn. Gennem senere udvidelser opstod så den nuværende gade, der fik sit navn i 1869 efter Børsen, som den ligger langs med.
Børsen blev opført af Christian 4. efter tegninger af Lorenz van Steenwinckel og Hans van Steenwinckel den yngre i 1619-1625. Det karakteristiske spir med fire sammenflettede dragehaler blev dog tegnet af Ludvig Heidritter. Bygningen var beregnet til oplagring og salg af varer og husede således en række forskellige handelsboder. I 1855 blev bygningen købt af Grosserer-Societetet, der i 1857 ombyggede den til brug som fondsbørs. Som sådan fungerede den til 1974, hvor Københavns Fondsbørs flyttede til Nikolaj Plads. Bygningen blev efterfølgende blandt andet brugt til konferencer og udstillinger. I 2024 udbrød der brand under en renovering, hvorved halvdelen af Børsen, herunder spiret, blev ødelagt.
Ved siden af Børsen opførte Henrik Müller i 1650 seks etageejendomme kaldet De seks Søstre eller Nybørs. I 1901-1904 blev de erstattet af den nuværende karre, C.F. Tietgens Hus, der blev opført i renæssancestil passende til Børsen af Axel Berg som hovedsæde for Privatbanken. Privatbanken blev fusioneret med Nordea i 2000, og bygningen huser nu Uddannelses- og Forskningsministeriet.
På den modsatte side ligger Børsgade langs med Slotsholmskanalen med Holmens Kirke og Danmarks Nationalbank overfor. Nedenfor gaden ved kanalen ligger Børskaj. Her ligger Kayak Bar, der både fungerer som spisested, afholder arrangementer og udlejer kajakker. Gaden som sådan er en hovedgade, der er præget af tæt trafik til og fra Christianshavn og Amager.